# Holguín (provincie)
Holguín je jedna z provincií Kuby. Její správním střediskem je stejnojmenné město Holguín. Provincie má plochu 9 215,7 km² a přibližně 1 000 000 obyvatel. Sousedí s provinciemi Las Tunas, Granma, Santiago de Cuba a Guantánamo.
Provincie sestává z obcí: Gibara, Rafael Freire, Banes, Antillas, Baguanos, Holguín, Calixto García, Cacocum, Urbano Noris, Cueto, Mayarí, Frank País, Sagua de Tanamo, Moa.